# رجل المائتي عام
رجل المائتي عام (بالإنجليزية: Bicentennial Man)‏ هو فيلم كوميدي خيال علمي وفنتازيا أمريكي عام 1999 من إخراج كريس كولومبوس وبطولة روبن ويليامز.
الفيلم من إخراج توتشستون بيكشرز (شركة تابعة لـ شركة والت ديزني) وكولومبيا بيكتشرز، ويستند نص الفيلم على قصة قصيرة كتبها إسحاق أسيموف وروبرت سيلفربيرغ، من كتاب The Bicentennial Man and Other Stories ، والذي يوضح مسار الروبوت في البحث عن الحرية.
على الرغم من كونه «قنبلة في شباك التذاكر»، رشح الفيلم فنان المكياج جريج كانوم لجائزة جائزة الأوسكار لأفضل مكياج وتصفيف شعر في حفل توزيع جوائز الأوسكار الثاني والسبعون. كما اجتذب الذكرى المئوية الثانية العديد من محبي أفلام العبادة. الأغنية الرئيسية لفيلم «ثم انظروا إلي»، كتبها جيمس هورنر وويل جينينغز وأديتها سيلين ديون.

## روابط خارجية
- رجل المائتي عام على موقع IMDb (الإنجليزية)
- رجل المائتي عام على موقع ميتاكريتيك (الإنجليزية)
- رجل المائتي عام على موقع روتن توميتوز (الإنجليزية)
- رجل المائتي عام على موقع نتفليكس (الإنجليزية)
- رجل المائتي عام على موقع قاعدة بيانات الأفلام العربية
- رجل المائتي عام على موقع ألو سيني (الفرنسية)
- رجل المائتي عام على موقع Turner Classic Movies (الإنجليزية)
- رجل المائتي عام على موقع أول موفي (الإنجليزية)
- رجل المائتي عام على موقع بوكس أوفيس موجو (الإنجليزية)
- رجل المائتي عام على موقع فيلمافينيتي (الإسبانية)